# Eisenberg (Pfalz)
 For alternative betydninger, se Eisenberg. (Se også artikler, som begynder med Eisenberg)
Eisenberg er en by og kommune i Landkreis Donnersberg, Rheinland-Pfalz, Tyskland. Byen har 9.305 (2023) indbyggere.